# Alfonso Nunes de Mattos
Alfonso Nunes de Mattos, auch Matos (* 1875 in Porto, Portugal; † 1946 in Portugal) war ein portugiesischer Filmproduzent. Er war einer der bedeutendsten Produzenten in Portugal während der Stummfilmzeit und einer der bedeutendsten Filmproduzenten Portugals in der ersten Hälfte des Zwanzigsten Jahrhunderts.

## Leben
Alfonso Nunes de Mattos war zunächst als Filmvorführer in Porto tätig. 1912 gründete er die Nunes de Mattos & cia. Invicta Film, später wurde sie dann einfach in Invicta Film umgetauft. Sie wurde eine der bedeutendsten Filmproduktionsfirmen Portugals.
Der Schwerpunkt der Firma lag in der Produktion von Dokumentar- und Spielfilmen. Unter den Spielfilmen wurden bedeutende Werke der portugiesischsprachigen Literatur verfilmt, so von Júlio Dantas, Gervasio Lobato, Júlio Dinis, Camilo Castelo Branco, Eça de Queirós, Abel Botelho. Viele bekannte portugiesische, aber auch ausländische Regisseure wie Rino Lupo oder Georges Pallu, standen unter Vertrag.
Als Produzent hielt er sich auch einige Zeit in Paris auf.
Regie führte er in einem Film, als Produzent war er für 24 Spielfilme und einige Dokumentarfilme verantwortlich.

## Filmografie (Auswahl)
als Produzent
- 1921: Amor de Perdicao
- 1922: O destino
- 1923: Claudia
- 1923: O primo Basilio
- 1924: Tragedia de amor